# Хреаска (Васлуј)
Хреаска (рум. Hreasca) насеље је у Румунији у округу Васлуј у општини Коројешти. Oпштина се налази на надморској висини од 281 m.

## Становништво
Према подацима из 2002. године у насељу је живело 399 становника, од којих су сви румунске националности.